# Râul Nadăș, Cașin
Râul Nadăș este un curs de apă, afluent al Râului Primejdios (Veszes). 

## Hărți
- Harta județului Harghita